# حدود (فلم)
حدود (بالسويدية: Gräns) هو فيلم فنتازيا سويدي من إخراج علي عباسي وبطولة إيفا ميلاندر، إيرو ميلونوف وستين يونغرين، صدر الفيلم في 31 أغسطس 2018.

## روابط خارجية
- الموقع الرسمي
- حدود على موقع IMDb (الإنجليزية)
- حدود على موقع ميتاكريتيك (الإنجليزية)
- حدود على موقع روتن توميتوز (الإنجليزية)
- حدود على موقع ألو سيني (الفرنسية)
- حدود على موقع أول موفي (الإنجليزية)
- حدود على موقع بوكس أوفيس موجو (الإنجليزية)
- حدود على موقع فيلمافينيتي (الإسبانية)
- حدود على موقع قاعدة بيانات الأفلام السويدية (السويدية)
- حدود على موقع قاعدة بيانات الفيلم (الإنجليزية)
- حدود على موقع ليتربوكسد (الإنجليزية)

لا توجد روابط لمواقع التواصل الاجتماعي.